# Isaiah Firebrace
Isaiah Firebrace, noto anche con lo pseudonimo di Isaiah (Portland, 21 novembre 1999), è un cantante australiano.
È il vincitore dell'ottava edizione della versione australiana di The X Factor nel 2016 ed il rappresentante australiano all'Eurovision Song Contest 2017 con la canzone Don't Come Easy.

## Biografia
Nel 2016 Isaiah si è presentato alle audizioni per l'ottava edizione della versione australiana di The X Factor cantando Hello di Adele. Passato ai bootcamp, la sua cover di If I Ain't Got You di Alicia Keys gli ha garantito un posto nelle serate dal vivo del talent show. Ha raggiunto la finale del 21 novembre 2016 senza mai essere andato in ballottaggio, e le sue cover di Halo di Beyoncé e Wake Me Up di Avicii gli hanno garantito la vittoria. Isaiah ha presentato il suo singolo di debutto It's Gotta Be You durante la finale di The X Factor, seguito dall'album Isaiah, che è arrivato al dodicesimo posto nella classifica settimanale australiana.
Il 7 marzo 2017 è stato reso noto che l'ente televisivo SBS l'ha selezionato internamente come rappresentante australiano per l'Eurovision Song Contest 2017 a Kiev, in Ucraina. La sua canzone, Don't Come Easy, è stata presentata lo stesso giorno. Isaiah compete nella prima semifinale del 9 maggio 2017 e riesce a staccare il pass per la finale, posizionandosi 6º con 160 punti. Il cantante australiano partecipa così alla serata finale del 13 Maggio, esibendosi come quattordicesimo artista in gara. Isaiah giunge al nono posto guadagnando 173 punti. Dunque, per il terzo anno di fila, l'Australia si classifica nella top 10 della classifica finale dell'Eurovision.
Nel 2018 ha pubblicato il singolo Close to Me e intrapreso un tour australiano formato da 55 concerti. Fra 2019 e 2020 il cantante ha continuato a pubblicare singoli. Sempre nel 2020 ha partecipato alla versione australiana di The Masked Singer, celandosi sotto un costume da mago.

## Discografia

### Album
- 2016 – Isaiah

### Singoli
- 2016 – It's Gotta Be You
- 2017 – Don't Come Easy
- 2017 – Street of Gold
- 2018 – Close to Me
- 2019 – Spirit
- 2019 – What Happened to Us
- 2020 – Thinking About You
- 2020 – Know Me Better
- 2020 – You
- 2021 – Blame on Me
- 2021 – More Than Me
- 2022 – When I'm with You (con Evie Irie)
- 2022 – Come Together (con Lee Karnaghan e Mitch Tambo)